# Kalispell
Kalispell je město v Spojených státech amerických, v severozápadní Montaně. Je sídlem okresu Flathead County, leží 11 km severozápadně od jezera Flathead Lake ve Skalnatých horách. Žije zde 19 927 obyvatel (2010).

## Významní rodáci
- Brad Bird (* 24. září 1957) – režisér, scenárista a animátor
- Michelle Williamsová (* 9. září 1980) – herečka
- Misty Uphamová (6. července 1982 – 5. října 2014) – herečka
- Lily Gladstone (* 2. srpna 1986) – herečka